# Olle Helander (lektor)
Carl Olle Henri Helander, född 27 februari 1922 i Malmö Sankt Petri församling, Malmö, död 10 november 1985 i Slottsstadens församling, Malmö var en svensk lärare. 

## Biografi
Olle Helander var son till skräddarmästare Carl Helander och Hilma Mårtensson. Han avlade studentexamen 1941, blev filosofie kandidat vid Lunds universitet 1945, filosofie magister 1947 och filosofie licentiat 1953. Han var extra tjänsteman vid Krigsarkivet 1946, extra adjunkt vid Hörby samrealskola 1947–1949, extra ordinarie adjunkt vid högre allmänna läroverket i Trelleborg 1953, vid Malmö borgarskola 1954, adjunkt där 1956, vid Slottsstadens läroverk 1958, vid Malmö latinskola 1962 och lektor i svenska och historia vid Malmö handelsgymnasium från 1963. Han var timlärare vid Sjöbefälsskolan i Malmö 1952–1964 och lärare vid TBV:s kvällsgymnasium från 1960. Han skrev Malmö historia från 1658 (bildverk), Stadens historia 1719–1820 ( i Malmö stads historia, del 2, 1977) samt artiklar och recensioner i tidskrifter och dagspress.